# Golden City (Misuri)
Golden City es una ciudad ubicada en el condado de Barton en el estado estadounidense de Misuri. En el Censo de 2010 tenía una población de 765 habitantes y una densidad poblacional de 284,83 personas por km².

## Geografía
Golden City se encuentra ubicada en las coordenadas 37°23′37″N 94°5′42″O / 37.39361, -94.09500. Según la Oficina del Censo de los Estados Unidos, Golden City tiene una superficie total de 2.69 km², de la cual 2.68 km² corresponden a tierra firme y (0.19%) 0.01 km² es agua.

## Demografía
Según el censo de 2010, había 765 personas residiendo en Golden City. La densidad de población era de 284,83 hab./km². De los 765 habitantes, Golden City estaba compuesto por el 96.08% blancos, el 0.13% eran afroamericanos, el 1.7% eran amerindios, el 0.26% eran asiáticos, el 0% eran isleños del Pacífico, el 0.65% eran de otras razas y el 1.18% pertenecían a dos o más razas. Del total de la población el 1.44% eran hispanos o latinos de cualquier raza.